# دماغه آگولاس

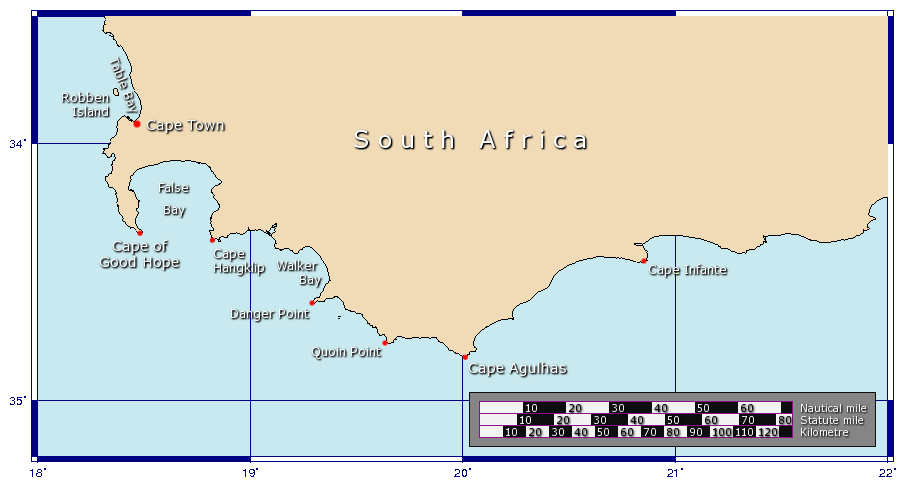
جزئیات طبیعی جنوب افریقا

دماغه آگولاس (از پرتغالی: Cabo داس Agulhas "دماغه سوزن") در پرتگاه‌های صخره‌ای در دماغه غربی آفریقای جنوبی واقع شده‌است. از نظر جغرافیایی جنوبی‌ترین نقطه آفریقاست و نیز از نظر رسمی نقطه تقسیم بین اقیانوس اطلس و اقیانوس هند است. از لحاظ تاریخی، این دماغه به عنوان یکی از خطرناک‌ترین دماغه‌ها برای دریا‌نوردان شناخته می‌شد. 

## موقعیت جغرافیایی
دماغه آگولاس در منطقه اوربرگ، در ۱۷۰ کیلومتری (۱۰۵مایل) جنوب شرقی کیپ تاون واقع شده است.